# Nemastoma reimoseri
Nemastoma reimoseri is een hooiwagen uit de familie aardhooiwagens (Nemastomatidae). Het werd een junior subjectief synoniem van Paranemastoma bicuspidatum (C.L. Koch, 1834) in Gruber (1964). Na 2023 de geldige combinatie is Paranemastoma bicuspidatum (C.L. Koch, 1834).